# Pedicularis mustanghatana
Pedicularis mustanghatana är en snyltrotsväxtart som beskrevs av T. Yamazaki. Pedicularis mustanghatana ingår i släktet spiror, och familjen snyltrotsväxter. Inga underarter finns listade i Catalogue of Life.